# لبخاته
لبخاته (به فرانسوی: Lebkhata) یک شهرک در مراکش است که در استان جراده واقع شده‌است. لبخاته ۲٬۵۴۶ نفر جمعیت دارد.